# Packet over SONET/SDH
| QS-Informatik | Dieser Artikel wurde wegen inhaltlicher Mängel auf der Qualitätssicherungsseite der Redaktion Informatik eingetragen. Dies geschieht, um die Qualität der Artikel aus dem Themengebiet Informatik auf ein akzeptables Niveau zu bringen. Hilf mit, die inhaltlichen Mängel dieses Artikels zu beseitigen, und beteilige dich an der Diskussion! (+) Begründung: Querlesen und OMA-Tauglichkeit prüfen --Crazy1880 11:21, 16. Jan. 2010 (CET) |

Packet over SONET/SDH (POS) ist ein Übertragungsprotokoll, das innerhalb des ISO/OSI-Modells in Schicht 2, der Sicherungsschicht, einzugliedern ist. POS basiert auf dem Point-to-Point Protocol.
Die Nutzdaten werden HDLC-ähnlich verpackt und in Virtuelle Container höherer Ordnung (VC-4) oktettweise bytesynchron eingefügt.
Um zu verhindern, dass Nutzdaten (Payload) zufällig oder absichtlich durch Manipulation aussehen wie SDH Steuerdaten (Overhead), werden die Daten durch einen selbst synchronisierenden Scrambler geschickt.

## Scrambler
Der Scrambler arbeitet mit einem linear rückgekoppelten Schieberegister, das mit den Nutzdaten per XOR verknüpft ist.

Sender:
```
                                              Unscrambled Data
                                                    ↓
      +-----------------------------------------+ +---+
    +→|        → 43 bit 
Schieberegister
 →       |→|xor|
    | +-----------------------------------------+ +---+
    |                                               |
    +-----------------------------------------------+
                                                    ↓
                                              Scrambled Data
```

Empfänger:
```
                                              Scrambled Data
                                                    |
    +-----------------------------------------------+
    |                                               ↓
    | +-----------------------------------------+ +---+
    +→|      → 43 bit Schieberegister →         |→|xor|
      +-----------------------------------------+ +---+
                                                    ↓
                                              Unscrambled Data
```

Um eine bestimmte Bitfolge im Datenstrom zu erzeugen, müssen sowohl der 43-Bit-Startwert des Schieberegisters bekannt sein als auch alle bisher versandten Daten. Die Wahrscheinlichkeit, den aktuellen Schieberegisterinhalt richtig zu erraten, liegt bei {\displaystyle {\frac {1}{2^{43}}}}, zusätzlich ist die Wahrscheinlichkeit, dass die Bitfolge am richtigen Platz im VC steht, noch 1⁄127. Daraus ergibt sich eine Gesamtwahrscheinlichkeit für das Auftreten von speziellen Bitfolgen, die mit Steuerzeichen verwechselt werden könnten, von ca. 9·10−16.

## Übertragung im Detail
Sender
IP → PPP → FCS generieren → Bitstopfen → Scrambling → SONET/SDH framing
Empfänger
SONET/SDH framing → Descrambling → Stopfbits entfernen → FCS prüfen → PPP → IP